# Cyananthus sherriffii
Cyananthus sherriffii là loài thực vật có hoa trong họ Hoa chuông. Loài này được Cowan mô tả khoa học đầu tiên năm 1938.